# Eugamandus darlingtoni
Eugamandus darlingtoni là một loài bọ cánh cứng trong họ Cerambycidae.